# 贊格祖爾國家公園
39°09′44″N 45°55′47″E / 39.16222°N 45.92972°E

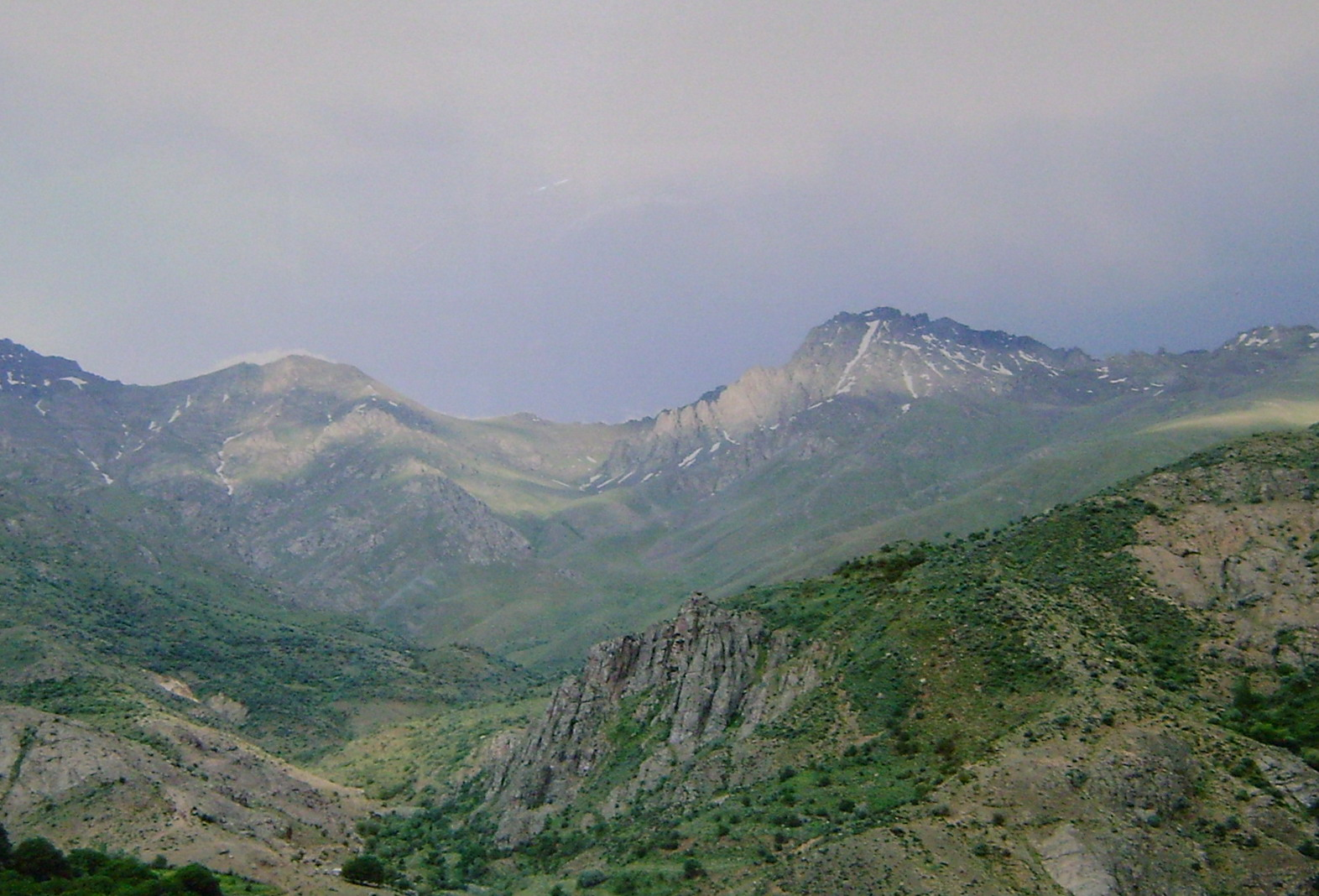

贊格祖爾國家公園是阿塞拜疆的國家公園，位於該國西南部納希切萬自治共和國，成立於2003年6月16日，面積121平方公里，有58種動物棲息。